# Talajvédelem
A talaj a földkéreg legkülső, termékeny rétege. A talaj a földi élet egyik alapja, a növényeket (és ezáltal az állatokat, valamint az embert) ellátja tápanyagokkal, vízzel, megköti és átalakítja az anyagokat. Védelméről kötelességünk gondoskodni.

## A talaj alkotórészei
A talaj különböző minőségű és halmazállapotú anyagokból álló bonyolult rendszer, melyben két-egymással szorosan összefüggő, egymást kiegészítő-alrendszert lehet megkülönböztetni. A biotikus (biológiai) alrendszer az élő szervezetek, az abiotikus pedig az élettelen anyagok összessége.
Az abiotikus talajkomponensek háromfázisú heterogén, polidiszperz rendszert alkotnak. A szilárd fázis kristályos és amorf ásványi anyagokból, illetve a holt szerves anyagokból áll. A folyékony fázis (a talajoldat) ásványi sókat, kis molekulasúlyú szerves anyagokat és abszorbeált gázokat, a légnemű fázis (talajlevegő) pedig CO2-ot, O2-t, N2-t és tekintélyes mennyiségű vízgőzt tartalmaz.
A talajban sokféle, egyszerű és bonyolult szerkezetű szerves anyag található. Ezek egy része-a növényi és állati maradványok bomlásakor felszabaduló-ismert szerkezetű vegyület, a másik-jelentősebb-része pedig a bomlástermékek átalakulása, összekapcsolódása révén képződött specifikus szerves anyag. A specifikus szerves anyagok (humuszanyagok) pontos szerkezetét jelenleg nem ismerjük. Mennyiségük és minőségük a képződési feltételektől (nedvességtartalom, hőmérséklet, kiindulási anyagok stb.) nagymértékben függ.
A talaj légnemű fázisának mennyisége és összetétele befolyásolja a gyökérlégzést, a mikroorganizmusok tevékenységét, illetve a biológiai és egyes kémiai reakciók (pl. a szerves anyagok bontása és szintézise, oxidáció-redukció) lejátszódását.
A talaj folyékony fázisa hidratált szabad kationokat és anionokat, ionasszociátumokat (ionpárokat), oldható szerves vegyületeket, fémkomplexeket, valamint semleges molekulákat (abszorbeált gázokat) tartalmazó, bonyolult összetételű elektrolitoldat.

## Humuszanyagok és a talaj szerkezete
A talaj pórusos szerkezete teszi lehetővé, hogy vizes oldatok, légnemű anyagok áramolhatnak szabadon a gyökerek irányába vagy onnan el. A talaj megfelelő porózus szerkezetének kialakításában meghatározó szerepet töltenek be a humuszanyagok. A talaj szemcséit a humuszanyagok összeragasztják és ezzel stabilizálják. Az így kialakult talajszerkezet kellő mennyiségű pórust tartalmaz az oldat- és levegőmozgás számára és helyet hagy a növényi részek növekedésére és a talajlakó állatok járatainak kialakítására.

## A talajt pusztító káros hatások
- A talaj tömörödése, a közlekedés és a mezőgazdasági művelés hatásai miatt.
- Az ember okozta talajerózió, a felszínt borító növényzet pusztítása miatt.
- Az elsivatagosodás, a globális felmelegedés és a talaj termékenységének romlása miatt.
- A környezetszennyezés, méreganyagok felhalmozódása miatt a talajban.
- A talaj termőképességének romlása, a humusztartalom csökkenése miatt.

## A talaj védelmének szükségessége
Egyre gyorsabban pusztítjuk a talajt, holott mind több és több termőföldre volna szükség. A Föld népessége folyamatosan növekszik, ezáltal egyre több élelmiszerre van igény. Immár több mint nyolcmilliárdan fogyasztjuk a Föld alig egytizedén termesztett élelmiszernövényeket. Bolygónk felületének alig 3 százalékát borítja igazán termékeny humusz. Ha romlásnak indul a talaj, a dúsan termő vidék is hamar pusztasággá válhat. „A nemzetek sorsát az dönti el, hogy mennyire törődnek a termőföldjükkel” - mondta Roosevelt amerikai elnök.
2013 decemberében az ENSZ Élelmezésügyi és Mezőgazdasági Világszervezete (FAO) javaslatára az ENSZ közgyűlése december 5-ét a Talaj nemzetközi napjává nyilvánította, hogy ezzel is felhívja a figyelmet a talajvédelem fontosságára és a talajok állapotának aggasztó világszintű romlására.